# کنت ام. بیرد
کنت ام. بیرد (انگلیسی: Kenneth M. Baird؛ زادهٔ ۶ مارس ۱۹۲۳ – ۱۸ آوریل ۲۰۲۲) یک دانشمند بود.